# Мошина, Наталия Александровна
Ната́лия Алекса́ндровна Мо́шина (род. 14 февраля 1975, Уфа) — российский драматург, сценарист.

## Биография
Родилась в Уфе. В 2002 году окончила факультет психологии в Новосибирском государственном педагогическом университете.
Как драматург дебютировала в 2004 году на Фестивале молодой драматургии «Любимовка» с пьесой «Треугольник». Позднее участвовала в фестивале с пьесами «Пуля» (2006), «Остров Рикоту» (2007), «Жара» (2009), «К звёздам» (2011).
Участник драматургического семинара лондонского театра «Ройал-Корт» (Москва, 2004), проекта «Живому театру — живого автора» (фестиваль «Любимовка» совместно с БДТ имени Г. А. Товстоногова, Санкт-Петербург, 2008), проекта «Американская пьеса по-русски» (фестиваль «Любимовка» совместно с нью-йоркским Lark Play Development Center, Москва, 2011), проекта «Книжные крылья» / Book Wings (Московский Художественный театр имени А. П. Чехова совместно с Айовским университетом, 2013).
В качестве эксперта и ведущей драмсеминаров сотрудничала с Центром драматургии и режиссуры Республики Башкортостан, Всероссийским литературным фестивалем. им. Михаила Анищенко (Самара), Ассоциацией союзов писателей и издателей России.

## Пьесы
- «Треугольник», 2004
- «Техника дыхания в безвоздушном пространстве», 2005
- «Пуля», 2006
- «Остров Рикоту», 2007
- «Под небесами», 2008
- «Близкие», 2009
- «Жара», 2009
- «К звёздам», 2011
- «Доча», 2017
- «Сдвиг», 2017[8]
- «"Звёздные войны" на Мосфильме», 2018
- «Розовое платье с зелёным пояском», 2018

## Театральные постановки
- 2006 — «Техника дыхания в безвоздушном пространстве», Белорусский свободный театр, реж. Владимир Щербань[9]
- 2006 — «Техника дыхания в безвоздушном пространстве» (Techniques of Breathing in an Airlocked Space), Sputnik Theatre (Лондон), пер. и реж. Ноа Биркстед-Брин (Noah Birksted-Breen)[10][11]
- 2008 — «Остров Рикоту», Даугавпилсский театр, реж. Юрий Лосев[12]
- 2008 — «Остров Рикоту», Драматический театр Северного флота, реж. Юрий Сергиенко[13]
- 2008 — «Остров Рикоту», Театр «Северная сцена» (Новый Уренгой), реж. Юрий Муравицкий[14]
- 2009 — «Пуля», Центр драматургии и режиссуры Алексея Казанцева и Михаила Рощина, реж. Виктория Звягина[15]
- 2010 — «Остров Рикоту», Сахалинский международный театральный центр имени А. П. Чехова, реж. Дмитрий Егоров[16][17][18]
- 2011 — «Жара», Театр «Практика», реж. Владимир Агеев[19][20]
- 2011 — «Жара», театр «Сцена-Молот», реж. Дамир Салимзянов[21][22]
- 2011 — «Остров Рикоту», Лысьвенский театр драмы, реж. Илья Ротенберг[23]
- 2011 — «Остров Рикоту», «Радио Культура», реж. Владимир Скворцов[24]
- 2011 — «Остров Рикоту», Русский республиканский драматический театр имени М. Ю. Лермонтова (Абакан), реж. Евгений Ланцов[25]
- 2011 — «Остров Рикоту», Рыбинский драматический театр, реж. Александр Хухлин[26][27]
- 2012 — «К звёздам», Государственный академический русский драматический театр Республики Башкортостан, реж. Михаил Рабинович[28][29]
- 2012 — «Остров Рикоту», Алтайский краевой театр драмы имени В. М. Шукшина, реж. Александр Созонов[30][31]
- 2012 — «Остров Рикоту», Березниковский драматический театр, реж. Олег Гетце[32]
- 2012 — «Остров Рикоту», Томский областной драматический театр, реж. Антон Безъязыков[33]
- 2012 — «Техника дыхания в безвоздушном пространстве», Усть-Илимский театр драмы и комедии, реж. Евгений Пиндюрин[34]
- 2013 — «Близкие», Астраханский драматический театр, реж. Станислав Таюшев[35]
- 2013 — «К звёздам», Драматический театр Тихоокеанского флота, реж. Станислав Мальцев[36]
- 2013 — «Под небесами», Туймазинский татарский драматический театр, реж. Александр Марьин[37]
- 2014 — «Остров Рикоту», Мотыгинский районный драматический театр, реж. Сергей Ханков[38]
- 2015 — «Остров Рикоту», Приморский краевой драматический театр молодежи (Владивосток), реж. Юрий Гончаров[39]
- 2015 — «Остров Рикоту», «Театр ДА! на Арбате», реж. Виктория Доценко[40][41]
- 2018 — «К звёздам», Московский Лианозовский Театр, реж. Алина Гударёва[42]
- 2018 — «Розовое платье с зелёным пояском», Театр «Большая медведица» (Москва), реж. Валерия Приходченко[43][44]
- 2019 — «Если бы знать, если бы знать...» (по пьесе «Розовое платье с зелёным пояском»), Камерный драматический театр «Левендаль» (Санкт-Петербург), реж. Искандер Сакаев[45]
- 2019 — «Звёздная пыль» (по пьесе «К звёздам»), МХАТ имени М. Горького, реж. Грета Шушчевичуте[46]
- 2021 — «Главный элемент» (по пьесе «К звёздам»), Театр эстрады имени А. И. Райкина, реж. Андрей Носков[47][48]
- 2021 — «Сдвиг», Нижегородский театр драмы имени М. Горького, реж. Александр Сучков[49][50]
- 2023 — «К звёздам», Драматический театр Восточного военного округа (Уссурийск), реж. Алексей Похресный[51]
- 2024 — «Остров Рикоту», Пятый театр (Омск), реж. Фамил Джавадов[52]
- 2024 — «Розовое платье» (по пьесе «Розовое платье с зелёным пояском»), Новый театр (Москва, 2022), реж. Эдуард Бояков[53]

## Фильмография
- 2019 — Потерянный остров (по мотивам пьесы «Остров Рикоту»), реж. Денис Силяков[54][55]

## Публикации
- «Треугольник». «Современная драматургия», № 4, 2004
- «Техника дыхания в безвоздушном пространстве». «Современная драматургия», № 2, 2006[56]
- «Пуля». «Современная драматургия», № 3, 2007[57]
- «Острова Рикоту». «Современная драматургия», № 1, 2008[58]
- «Близкие». «Современная драматургия», № 4, 2009
- «Под небесами». «Современная драматургия», № 2, 2009[59]
- «Жара». «Современная драматургия», № 1, 2011[60]
- «К звёздам». «Современная драматургия», № 1, 2012[61]
- «Сдвиг». «Современная драматургия», № 4, 2017[62]
- «Доча». Электронный литературный журнал «Лиterraтура», № 127, октябрь 2018[63]
- «"Звездные войны" на Мосфильме». «Современная драматургия», № 3, 2019
- «Розовое платье с зелёным пояском». «Современная драматургия», № 1, 2019
- «Розовое платье с зелёным пояском». Электронный литературный журнал «Лиterraтура», № 139, май 2019[64]
- «Techniques of Breathing in an Airlocked Space». «New Russian Plays. Five Contemporary playwrights who have shaped playwriting in Russia, Ukraine and Belarus». Sputnik Theatre Company Ltd., London, 2013, 233 p. ISBN 978-0-9576141-0-9 (англ.)
- «Ostrov Rikotu». «Současné ruské drama». Univerzita Palackého, Olomouc, 2014, 493 s. ISBN 978-80-244-4505-2 (чешск.)

## Награды
- Призёр I Международного конкурса современной драматургии «Свободный театр» (2005) — за пьесу «Техника дыхания в безвоздушном пространстве»)[65]
- Лауреат Всероссийского конкурса современной драматургии им. А. М. Володина (2009) — за пьесу «Под небесами»[66]
- Призёр драматургического конкурса I Фестиваля современного театра и кино «Текстура» (2010) — за пьесу «Жара»[67][68]
- Призёр конкурса современной драматургии «Исходное событие — XXI век» (2018) — за пьеса «Розовое платье с зелёным пояском»)[69]